# Tooned
Tooned ist eine britische Animationsserie von McLaren Animation aus dem Jahr 2012. In der Serie geht es um die beiden Fahrer des McLaren Formel-1-Teams Jenson Button und Lewis Hamilton. Seit dem Großen Preis von Großbritannien 2012 wird vor jedem Grand-Prix eine neue Folge auf Sky Sport ausgestrahlt. Die einzelnen Folgen sind auch auf YouTube zu sehen.

## Handlung
In den meisten der bisher zwölf erschienenen Episoden, müssen die beiden Fahrer in der McLaren-Fabrik in Woking für Professor M verschiedene Test absolvieren. Dabei geht jedoch immer etwas schief, weil Button und Hamilton sich nur beim Rennfahren messen wollen. Die etwa vier Minuten dauernden Folgen enden häufig mit dem Satz „Oh dear, it's happened again!“ (etwa: „Oh nein, nicht schon wieder!“) von Professor M. Angelehnt ist die Serie an die James-Bond-Filmreihe.

### 2. Staffel (2013)
Die zweite Staffel sollte ursprünglich zum spanischen Grand Prix 2013 starten. Kurz vor dem Spanien Grand Prix versetzte die Produktionsfirma den Start der Zweiten Staffel auf den Britischen Grand Prix. Die Staffel wurde ebenfalls um drei Folgen verkürzt und wird voraussichtlich nur noch neun Folgen beinhalten.
In dieser Staffel geht es gänzlich um das 50-jährige Jubiläum, welches Mclaren im Jahr 2013 feierte. In jeder Folge wird ein berühmter Fahrer für Mclaren porträtiert.

## Produktion
Die Serie wird von der Firma Framestore produziert und von Mclaren Animation vertrieben. Ron Dennis ist als Produzent beteiligt.
Lewis Hamilton, Jenson Button und Sergio Pérez synchronisieren ihre Charaktere selbst. Die Serie ist bisher nur in englischer Sprache erschienen.
Seit dem Großen Preis von Ungarn 2012 ist das Logo der Serie auf den Heckflügeln der Mclarens zu sehen.
2014 erschien die Serie nur noch als eine Art von Werbung für den Mclaren-Sponsor Mobil 1. Darin zu sehen waren neben Professor M die Fahrer Jenson Button und Kevin Magnussen.

## Besetzung

### Hauptbesetzung
| Rollenname              | Hauptrolle (Folgen) | Nebenrolle (Folgen) |
| ----------------------- | ------------------- | ------------------- |
| Professor M             | 1.01–               |                     |
| Jenson                  | 1.01–               |                     |
| Lewis                   | 1.01–1.12           |                     |
| Sergio                  | 2.01–               | 1.12                |
| Alter Schottischer Mann | 2.01–               |                     |

### Nebenbesetzung
| Rollenname                 | Nebenrolle (Folgen) |
| -------------------------- | ------------------- |
| Charlie / Mechaniker       | 1.01–               |
| Touristenführerin          | 1.01–1.04           |
| Michael Richtmacher        | 1.05                |
| Bürgermeisterin von Woking | 1.06                |
| Testfahrer (MP4-RTD1)      | 1.07                |
| Nyck De Vries              | 1.08, 1.11          |
| Mika Häkkinen              | 1.10, 2.01          |
| Ron Dennis                 | 1.12, 2.06          |
| Bruce McLaren              | 2.01–2.02           |
| Emerson Fittipaldi         | 2.03                |
| James Hunt                 | 2.04                |
| Alain Prost                | 2.05                |
| Ayrton Senna               | 2.06                |
| Mika Häkkinen              | 2.07                |

## Episoden
Staffel 1 (2012)
| Episode | Titel                      | Handlung | Darsteller                                            |
| ------- | -------------------------- | --- | ----------------------------------------------------- |
| 01      | "Wheel Nuts"               | Lewis und Jenson absolvieren erste Tests für Professor M. Er zeigt ihnen die Entwicklung am 2013er Auto. | Lewis, Jenson, Professor M, Mechaniker                |
| 02      | "Slicks"                   | Lewis und Jenson testen die neuen Sicherheitseinrichtungen im Auto, doch Lewis aktiviert unabsichtlich den Schleudersitz und wird in einen nahe gelegenen See geschleudert. | Lewis, Jenson, Professor M, Mechaniker                |
| 03      | "Track to the Future"      | Professor M stellt Jenson und Lewis einen Prototyp für das Formel-1-Auto der Zukunft vor. Als Lewis damit davonfliegt, müssen Jenson und M ihm hinterher. | Lewis, Jenson, M                                      |
| 04      | "Beyond the Limit"         | Lewis und Jenson testen ihr neues Auto. Damit sie nicht abhauen können, hat M ein Geschwindigkeitslimit von 4 mph eingestellt. Als die beiden herausfinden, dass dieses nicht für den Rückwärtsgang gilt, sind sie schon auf und davon.                                                                       | Lewis, Jenson, M, Mechaniker                          |
| 05      | "Lift Story"               | Als Lewis, Jenson und Professor M im Lift stecken bleiben, erzählt Professor M den Fahrern von seiner Rennfahrerkarriere und seinem ewigen Konkurrenten „Baron von Richtmacher“. | Lewis, Jenson, Professor M, Baron von Richtmacher     |
| 06      | "Gone with the Wind"       | Die Bürgermeisterin von Woking eröffnet einen neuen Windkanal. Lewis und Jenson, unglücklich mit den ganzen Tests, wollen Professor M einen Streich spielen und reizen den neuen Windkanal auf seine Grenzen aus.                                                                                             | Lewis, Jenson, M, Bürgermeisterin von Woking          |
| 07      | "The Rising Son"           | Im geheimen Testcenter in Japan: Lewis und Jenson sollen ein Rennen gegen den Testroboter MP4 RTD-1 fahren. Dieser ist nur programmiert auf „testen“ und nicht auf „Rennfahren“. | Jenson, Lewis, Professor M, MP4-RTD-1                 |
| 08      | "Lecture Circuit"          | Als Lewis und Jenson den ganzen Tag mit Wohltätigkeitsveranstaltungen beschäftigt sind, gibt Professor M dem Nachwuchsfahrer Nyck de Vries eine Einführung in die Theorie der Formel 1. Nyck wurde es zu langweilig, er schleicht sich davon und fährt heimlich mit dem Mclaren durch die Straßen von Woking. | Nyck de Vries, Professor M, Mechaniker, Jenson        |
| 09      | "Strictly Bollywood"       | Professor M benötigt ein Programm für eine Veranstaltung nach dem Indien-Grand-Prix. Er zeigt Jenson und Lewis einen indisch-inspirierten Tanz mit seinen Mechanikern. | Professor M, Jenson, Lewis, Mechaniker                |
| 10      | "Photo Finnish"            | Mika Häkkinen stellt gemeinsam mit Lewis und Jenson neue Karts vor. Danach veranstalten sie, ohne dass Professor M etwas davon weiß, ein Rennen durch die Fabrik. | Lewis, Jenson, Mika Häkkinen, Professor M, Mechaniker |
| 11      | "Side Tracked"             | Nyck de Vries absolviert seine zweite Lehrstunde bei Professor M. Er soll zum ersten Mal einen Formel-1-Wagen steuern. | Nyck de Vries, Professor M, Mechaniker                |
| 12      | "A Glitch too Far: Part 1" | Lewis und Jenson werden im Simulator gefangen. Professor M gerät in Panik und wendet sich an Ron Dennis. Die Fahrer werden durchgeschüttelt und am Ende verlässt neben Jenson nicht Lewis, sondern Sergio Pérez den Simulator.                                                                                | Lewis, Jenson, Professor M, Sergio, Ron Dennis        |

Staffel 2 (2013)
| Episode | Titel                             | Handlung | Darsteller                                                                        |
| ------- | --------------------------------- | --- | --------------------------------------------------------------------------------- |
| 01      | "The History of McLaren - Part 1" | Im McLaren Technology Center feiert das Team McLaren sein 50-jähriges Bestehen. | Jenson, Sergio, Professor M, Alter Schottischer Mann                              |
| 02      | "The Bruce McLaren Story"         | Der alte schottischte Mann erzählt seine Geschichte mit Bruce McLaren | Jenson, Sergio, Professor M, Bruce McLaren, Alter Schottischer Mann               |
| 03      | "The Emerson Fittipaldi Story"    | Diesmal erzählt der alte Schottische Mann die Geschichte des ersten Weltmeisters für McLaren, Emerson Fittipaldi. | Jenson, Sergio, Professor M, Alter Schottischer Mann, Emerson Fittipaldi          |
| 04      | "The James Hunt Story"            | Die Geschichte von James Hunt in der Saison 1976: Hunt ist eigentlich nebenbei Geheimagent und kämpft gegen Niki Lauda, der eigentlich sein österreichischer Bösewicht "Niki Lautfinger" ist. | Jenson, Sergio, Professor M, James Hunt, Alter Schottischer Mann, Niki Lautfinger |
| 05      | "The Alain Prost Story"           | Der viermalige Weltmeister Alain Prost ist zu Gast. Sein ehemaliger Renningenieur Professor M ist hocherfreut. Im Laufe der Folge wird klar, dass Prost die WM 1984 gegen Lauda nur verloren hat, da M sein Auto manipuliert hat. Alain Prost ist zutiefst enttäuscht. | Jenson, Sergio, Professor M, Alain Prost, Alter Schottischer Mann                 |
| 06      | "The Ayrton Senna Story"          | Die Folge handelt von der Legende schlechthin: Ayrton Senna. Der alte schottische Mann erzählt von der Rivalität zwischen Senna und Professor M, der glaubte ihm alles beibringen zu können, doch Senna weiß besser, wie er zu fahren hat. | Jenson, Sergio, Professor M, Ayrton Senna, Alter Schottischer Mann                |
| 07      | "The Mika Häkkinen Story"         | Der alte schottische Mann war wandern in Nordfinnland, als plötzlich ein Raumschiff mit dem kleinen Mika Häkkinen an Bord abstürzte. Von da an wusste er, dass Mika spezielle Fähigkeiten hat, durch welche er später mit Mclaren Weltmeister werden sollte. Nach der Saison 2000, als Mika Mclaren verließ, musste er zurück auf seinen "Heimatplaneten", wo schon sein Nachfolger wartet: Kimi Räikkonen. | Jenson, Sergio, Professor M, Mika Häkkinen, Alter Schottischer Mann               |